# Chorizopesoides wulingensis
Espèce
Synonymes
- Chorizopes wulingensis Yin, Wang & Xie, 1994

Chorizopesoides wulingensis est une espèce d'araignées aranéomorphes de la famille des Araneidae.

## Distribution
Cette espèce est endémique de Chine. Elle se rencontre au Hunan, au Guizhou et au Guangxi.

## Étymologie
Son nom d'espèce, composé de wuling et du suffixe latin -ensis, « qui vit dans, qui habite », lui a été donné en référence au lieu de sa découverte, le district de Wuling.

## Publication originale
- Yin, Wang & Xie, 1994 : Two species of the gen. Chorizopes from China (Araneae: Araneidae). Acta Scientiarum Naturalium Universitatis Normalis Hunanensis, vol. 17, (Suppl.), p. 5-8.